# Jos Daemen
Jos Daemen (Hoeilaart, 25 juni 1941) is een Vlaams-Belgische pentekenaar.
Daemen begon in de jaren '80 met grof werk, nadien steeds verfijnder. In 1994 bracht hij met zijn leraar-collega Renaat Tisseghem een boek uit De Begijnhoven vroeger en nu. Naast Hoeilaart kon men op verschillende plaatsen van het land zijn werken zien: zoals in Halle, Waanrode, Overijse, De Panne en het kasteel van Elewijt.
In 2021, ter ere van 40-jarig jubileum en zijn 80e verjaardag, gaven zijn dochters Hilde en Els Daemen het boek Jos Daemen-pentekenaar, retrospectieve uit.
Zijn motto is: "Je moet het kunnen zonder kleur".

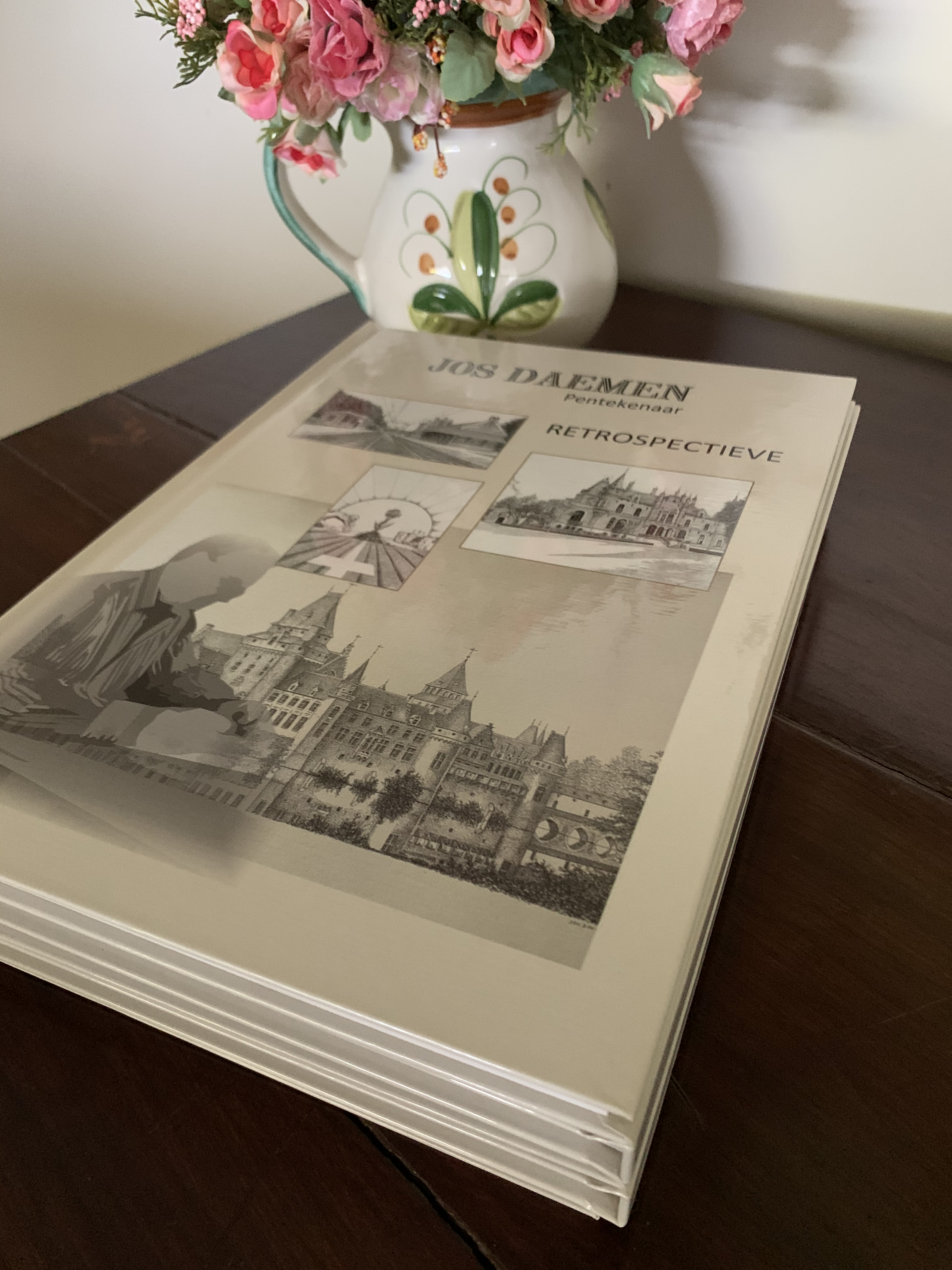
Het boek 'Jos Daemen pentekenaar - retrospectieve'

## Werk
De pentekeningen van Jos Daemen bestaan uit duizenden kleine stipjes, gezet met een ultrafijne pen en zwarte inkt. Het pointillisme en het natuurgetrouwe geven zijn werk een haast obsessief realisme mee. Vooral in Hoeilaart, zijn woonplaats, en de Druivenstreek maakt hij naam met zijn werken van aldaar herkenbare plekjes, maar ook veel andere Vlaamse en Waalse pracht ontsnapt niet aan zijn pen.
Naast de realistische werken, maakt hij ook fictieve en abstracte pentekeningen. Ook maakte hij reeds verschillende werken van oude vergane gebouwen aan de hand van oude archiefdocumenten, zoals het verdwenen kasteel van Tervuren, de priorij Groenendael en de oude kerk van Hoeilaart.

## Onderscheiding
In 1987 won hij de eerste prijs op de kunsttentoonstelling “Schilderkunst in het Zoniënwoud” in het Cultureel Centrum De Bosuil in Jezus-Eik en dit met een pentekening van de vijvers in Groenendaal.
Sinds 2014 is hij “gezel” van het genootschap M.A.E.K.V. (Mérite Artistique Européen – Europese Kunstverdienste).